# Ctenolepis
Ctenolepsis es un género con cuatro especies de plantas con flores perteneciente a la familia Cucurbitaceae. 
Está considerado un sinónimo del género Blastania Kotschy & Peyr.

## Especies seleccionadas
| - Ctenolepis cerasiformis - Ctenolepis garcini - Ctenolepis stipulacea - Ctenolepis welwitschii |